# 沙村广明
沙村廣明（1970年2月17日—），日本男性漫畫家。千葉縣出身，多摩美術大學油畫系畢業，冬目景是他在漫研社的學姐。

## 经历
1993年，获得「Afternoon四季奖」大奖，次年，获奖作品《无限之住人》在《月刊Afternoon》上開始連載。这个作品于1997年获得第一届日本新媒体动漫艺术节漫画类别的优秀奖。
1999年至2002年期间，在《Afternoon Season增刊》中以"竹易てあし"的名义连载了短篇作品《搬家》。后来出版了单行本。
另外他也绘制插图作品。喜欢的乐队有Queen、Black Sabbath等。
同大学的前辈有山田玲司、冬目景，后辈有玉置勉強，同輩有五十嵐大介。还与遠藤浩輝交好。

## 畫風
日本新媒體動漫藝術節的評選委員會給與高度讚賞，表示沙村廣明的繪畫具有精緻的筆觸，似乎在挑戰凸版印刷的極限，並具有獨特的繪畫風格。
自幼即是漫畫愛好者的沙村廣明，從國中開始陸續受到不同的漫畫家影響，高中接觸大友克洋、安彥良和後，受到《阿基拉》的影響極深，為了徹底從大友克洋老師的風格中走出，刻意使用毛筆與鉛筆做畫，形成新的風格。
在代表作《無限之住人》中，經常在劇中插入鉛筆畫。一般在漫畫手稿中，使用鉛筆容易造成線條不夠乾淨，因此除了草稿之外通常不使用鉛筆，但是通過高精度的複製印刷，沙村廣明的鉛筆畫表現了一般漫畫無法表現的陰影，使畫面更具有立體感，這使得屏幕色調不可能它表達了陰影。 《無限之住人》每話標題頁，也以這種方式繪製，其後畫集《人でなしの戀》也使用了類似的手法。

## 作品列表

### 單行本
- 無限住人（無限の住人）全30卷（1994年～2012年、月刊Afternoon、講談社）東立出版
- 全1卷（2005年-2007年、Manga Erotics F、太田出版）
- 無限食女（ハルシオン・ランチ）全2卷（2008年-2011年、Good! Afternoon、講談社）東立出版
- 幻想女人國（幻想ギネコクラシー）全2卷（2010年-2017年、楽園 Le Paradis、白泉社）東立出版
- 賠命金（ベアゲルター）7卷待續（2011年-連載中、NEMESIS、講談社）東立出版
- 春風之雪女（春風のスネグラチカ）全1卷（2013年-2014年、Manga Erotics F、太田出版）東立出版
- 聽我的電波吧（波よ聞いてくれ）12卷待續（2017年-連載中、月刊Afternoon、講談社）東立出版

### 短篇
- （月刊Afternoon 1993年8月號、講談社）收錄於無限之住人第01卷
- (2002) 補充：都以竹易てあし為名義創作
  - （Afternoon Season増刊No.1、1999年、講談社）
  - （Afternoon Season増刊No.2、2000年、講談社）
  -  全5話（Afternoon Season増刊No.4-5(2000年)、7-9(2001年)、講談社）
- 美少女製造機-沙村廣明短篇集（シスタージェネレーター 沙村広明短編集）全1卷
  - 「這本漫畫真厲害！2011」第25位排名

2009年9月23日初版發行、ISBN 978-4-06-314598-4 講談社

2010年9月20日初版、ISBN 9789862512814、台灣東販出版
- - 久誓院家最大型的秀（月刊Afternoon 2009年9月號、講談社）
  - 靜留電影（月刊Comic Flapper 2008年6月號、Media Factory）
  - 下層戰略 與鏡子對打（近代麻雀オリジナル2006年3月號、竹書房）
  - 青春樂曲（2003年8月、赤い牙3 (同人誌)）
  - 綠寶石（月刊Afternoon 2004年12月號、講談社）
  - 脫不了制服（QuickJapan58-63、65、66號 (2005年-2006年)、太田出版）
  - 布里吉德的晩餐（月刊Afternoon 2006年9月號、講談社）
  - 新描繪插畫「少女製造器 守備隊」
  - 珍藏插畫「讀書的少女」
  - 預告插畫「綠寶石」/「久誓院家最大型的秀」
  - 預告插畫 AN AFTERWORD（首次刊載一覽）
- 伊凡・哥利耶（イヴァン・ゴーリエ）（楽園 第12號 2013年6月）收錄於幻想女人國 第1卷
- 鳳梨娘（鳳梨娘）（楽園 第13号 2013年10月）收錄於幻想女人國 第1卷
- 可孕之孕（ぷれぐなぷれぐな）（楽園 第14號 2014年2月）收錄於幻想女人國 第2卷
- 軍傳（週刊Young Magazine 2016年10號、講談社）收錄於幻想女人國 第2卷
  - 為
- （楽園24－26號、白泉社）
- （周刊漫畫Goraku5月11日・18日號、日本文藝社）

### 插畫集
- 人でなしの恋（「漫画クリスティ」(光彩書房)，「知的色情」(一水社)） - 連環插圖，2006年由一水社出版。
- Images（Afternoon Season増刊） - 連環插畫
- エルダ混沌の<市>（Jude Fisher，ハヤカワ文庫） - 封面作画
- 大魔神（筒井康隆著，德间书店） - 插画
- 喪男の哲学史（本田透著，讲谈社）- 封面作画

### 其他
- 多罗罗（どろろ，SEGA，PS2游戏软件） - 角色设定
- 立體忍者活劇 天誅（立体忍者活劇　天誅，Acquire，PS游戏软件）  - 擔任美術
- TV動畫 無限の住人（浅野道場復興会、2008年） - 第10話「風車売り」擔任聲優演出。
- 懺・さよなら絶望先生 第1話エンドカード（原作：久米田康治、監督：新房昭之、2009年）